# Plectreurys paisana
Plectreurys paisana is een spinnensoort uit de familie Plectreuridae. De soort komt voor in Mexico.